# Hohenfelde
Hohenfelde es un municipio situado en el distrito de Rostock, en el estado federado de Mecklemburgo-Pomerania Occidental (Alemania), a una altitud de 50 metros. Su población a finales de 2016 era de 800 habs. y su densidad poblacional, 87 hab/km².
Se encuentra a pocos kilómetros al sur de la costa del mar Báltico.